# Palazzo dei Diamanti
El Palazzo dei Diamanti (palacio de los diamantes) es uno de los monumentos más conocidos de Ferrara y del Renacimiento en Italia. Se encuentra en Corso Ercole I, en el Quadrivio degli angeli, justo en el centro de la Addizione Erculea.

## Historia

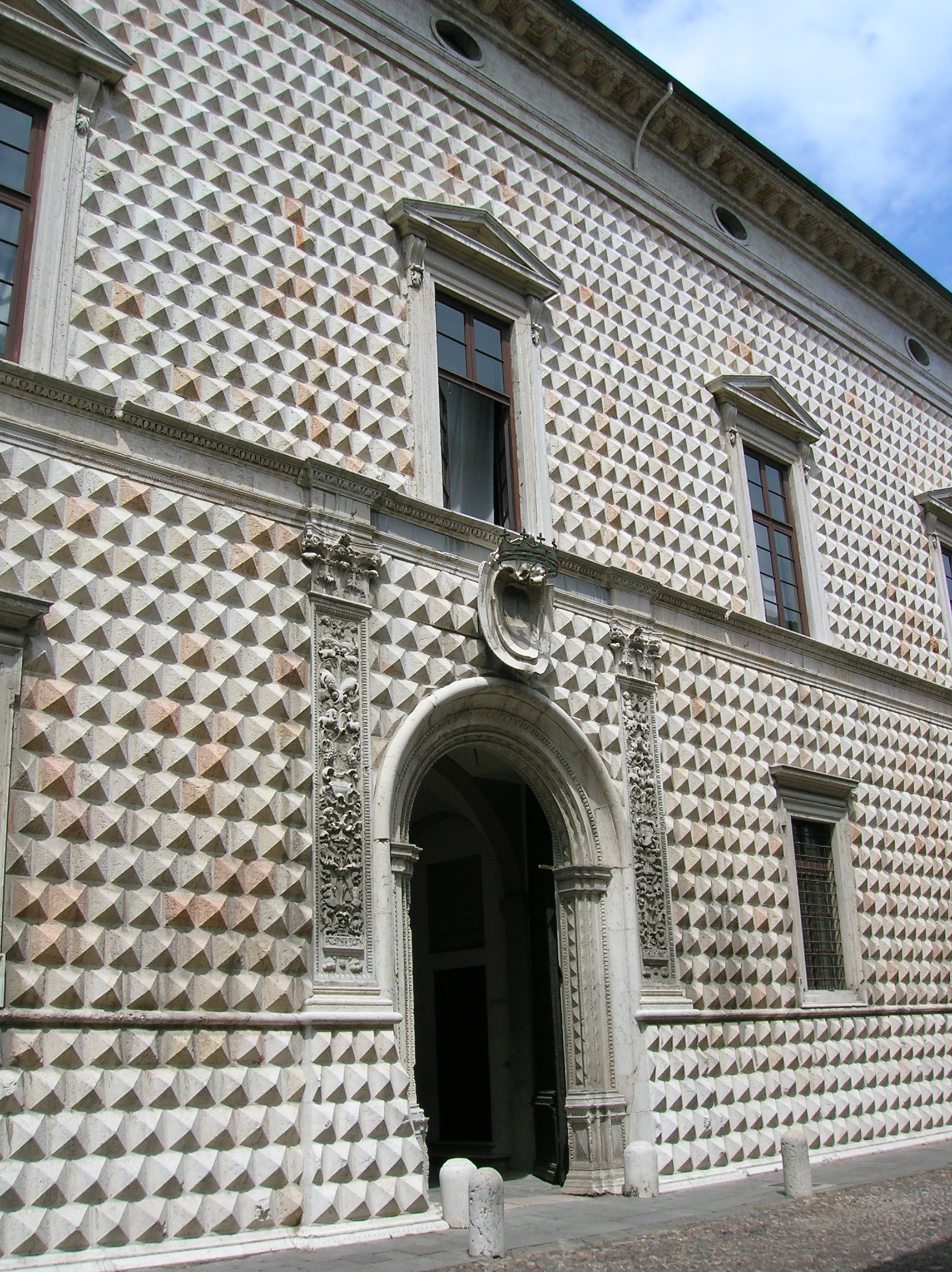
Palazzo dei Diamanti, fachada principal.

El palazzo fue mandado construir por orden de Hércules I de Este en 1492 y realizado por Biagio Rossetti. La construcción propiamente dicha se realizó entre 1493 y 1503.

## Arquitectura

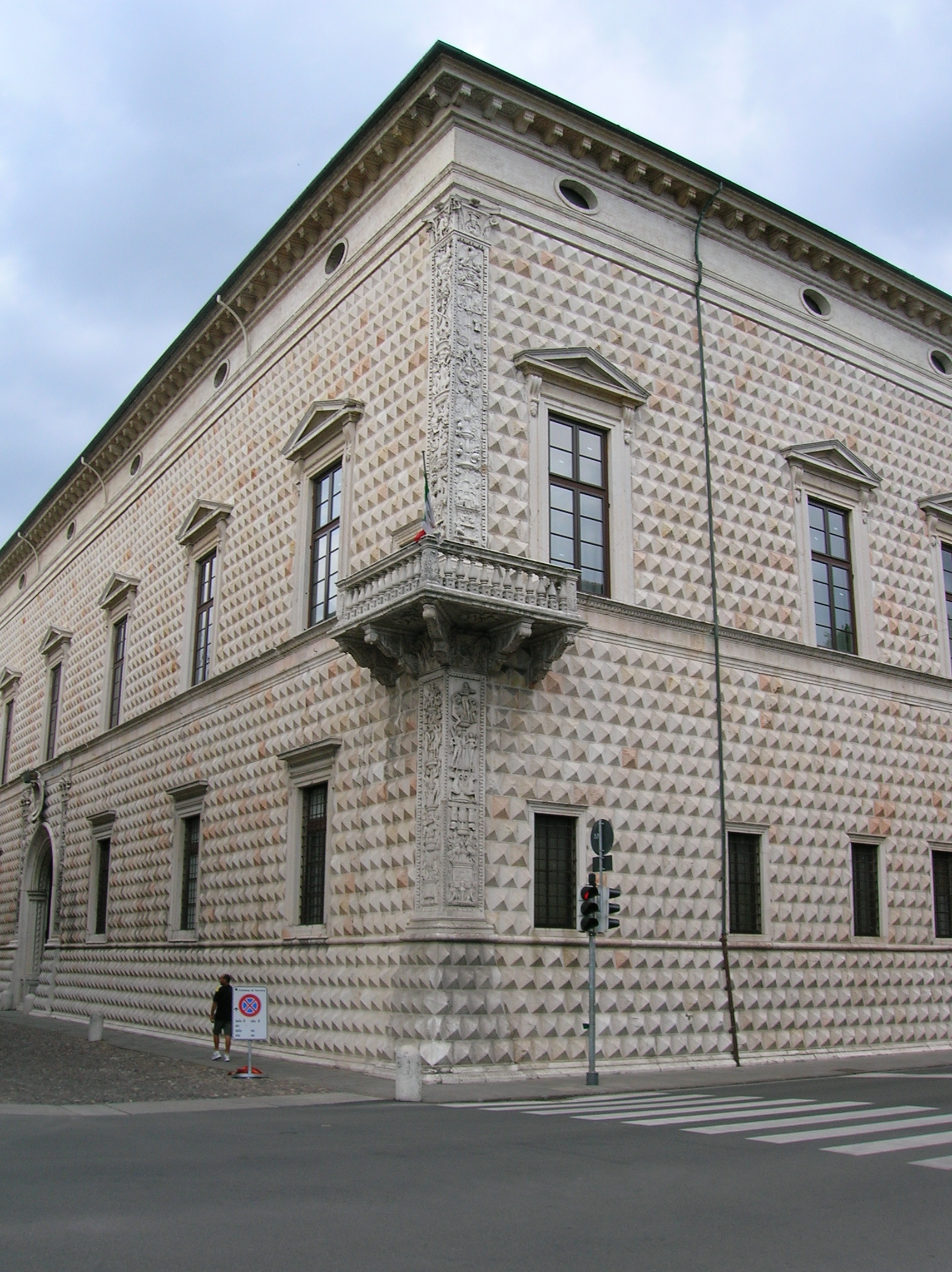
Palazzo dei Diamanti, ángulo con la calle Corso Ercole I d'Este.

Su característica principal es el almohadillado externo con forma de puntas de diamante, que dan nombre al palacio. Los casi 8500 bloques de mármol blanco veteado de rosa crean efectos de perspectivas gracias a la diversa orientación de las puntas, orientadas diversamente según la colocación que permite capturar mejor la luz.
Son famosos también los candelabros y las decoraciones fitomorfas del ángulo. 
En el interior presenta un típico patio renacentista con claustro y un pozo de mármol; esta última es característica peculiar de los jardines de Ferrara.

## La pinacoteca nacional
En el piano nobile el palazzo hospeda la Pinacoteca Nazionale, con pinturas fundamentales de la Escuela de Ferrara desde el Medioevo hasta el siglo XVIII.
Las pinturas más antiguas son grandes frescos separados (Triunfo de San Agustín de Serafino da Modena) o mesas con fondo de oro.
Cosmè Tura, Ercole de' Roberti, Vicino da Ferrara y Michele Pannonio son los principales artistas de Ferrara del siglo XV, representados con varias de sus obras.
Mención aparte merece una pequeña pintura fragmentaria de Andrea Mantegna, Cristo acogiendo el alma de la Virgen, que es la parte superior del famoso Tránsito de la Virgen conservado en el Museo del Prado de Madrid.
De autor desconocido son la Musa Erato y la Musa Urania, que provienen del estudio del marqués Leonello de Este en el palacio Belfiore.
El siglo XVI está representado por el maestro del clasicismo Benvenuto Tisi (Garofalo), presente con numerosas obras entre las que sobresale la Pala Costabili, obra de colaboración con Dosso Dossi. El período del manierismo está también representado por las obras de Bastianino, caracterizadas por una fisicidad derivada de las obras de Miguel Ángel, que se pierde en sus obras sucesivas. Otras figuras presentes con sus obras son Vittore Carpaccio, el Ortolano, Manieri, Panetti, Coltellini, el Maestro degli Occhi Spalancati y otros.

## El espacio expositivo
En el piso inferior se encuentra la galería cívica de arte moderno y contemporáneo, que aloja muestras temporales de alto nivel a partir de 1992, cuando se inauguró la muestra sobre Claude Monet y sus amigos. Otras exposiciones significativas organizadas en el palacio han sido:
- Desde Dahl a Edvard Munch y Alfred Sisley. Poeta del Impresionismo en 2002,
- Edgar Degas y los italianos en París en 2003,
- El Cubismo. Rivolución y tradición en 2004,
- Corot. Naturaleza, emoción, recuerdo en 2006,
- André Derain y El simbolismo en 2007,
- Cosmè Tura y Francesco del Cossa. El arte en Ferrara en la era de Borso de Este y Joan Miró. La tierra en 2008,
- Turner e Italia en 2009,
- Giovanni Boldini en el París de los Impresionistas,
- Da Braque a Kandinsky a Chagall. Aimé Maeght y sus artistas,
- Jean-Baptiste-Siméon Chardin. El pintor del silencio en 2010,
- La mirada de Michelangelo Antonioni y las artes en 2013,
- Zurbarán (1598 – 1664) en 2013 y hasta el 6 de enero de 2014.